# Richmond (Illinois)
Richmond é uma vila localizada no estado americano de Illinois, no Condado de McHenry.

## Demografia
Segundo o censo americano de 2000, a sua população era de 1091 habitantes.
Em 2006, foi estimada uma população de 2288, um aumento de 1197 (109.7%).

## Geografia
De acordo com o United States Census Bureau tem uma área de
3,5 km², dos quais 3,5 km² cobertos por terra e 0,0 km² cobertos por água. Richmond localiza-se a aproximadamente 255 m acima do nível do mar.

## Localidades na vizinhança
O diagrama seguinte representa as localidades num raio de 8 km ao redor de Richmond.